# Referendum sulla sovranità di Gibilterra del 2002
Il referendum sulla sovranità di Gibilterra del 2002 si tenne il 7 novembre e fu indetto dal governo di Gibilterra, su proposta del governo del Regno Unito, sulla possibilità di condividere la propria sovranità territoriale con la Spagna, simile al precedente referendum del 1967. Il risultato a favore dello status quo fu ancora una volta schiacciante, con la vittoria del No (98,97%).

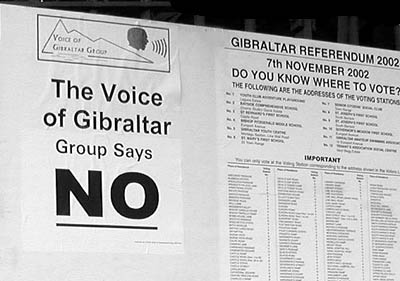
Un manifesto per il No durante la campagna referendaria

## Contesto
La Spagna borbonica aveva ceduto Gibilterra alla Corona britannica ai sensi dell'articolo X del Trattato di Utrecht del 1713, con la fine della guerra di Successione spagnola. Tuttavia, nel corso del tempo il regno spagnolo tornò a contestare lo status di Gibilterra e adoperò numerosi tentativi di recuperare l'antico territorio, inizialmente con la forza militare e in seguito con mezzi economici e diplomatici. Il recupero della sovranità di Gibilterra fu sempre un obiettivo dichiarato dei governi di Madrid nei secoli successivi.
Il 10 settembre 1967, su spinta del regime franchista spagnolo, il Regno Unito aveva concesso per la prima volta un referendum sulla sovranità di Gibilterra, che aveva confermato con un plebiscito lo status di colonia della Corona (divenuta poi territorio dipendente britannico dagli anni '80), tanto da portare ad un raffreddamento dei rapporti diplomatici tra i due paesi e alla parziale chiusura del confine.
Nel luglio 2001, il ministro degli Esteri britannico, Jack Straw, iniziò a discutere del futuro di Gibilterra con la Spagna. Dopo alcuni colloqui segreti col governo spagnolo l'anno successivo, nel luglio 2002 Straw annunciò che "il Regno Unito era disposto a condividere la sovranità di Gibilterra con la Spagna" e che "la decisione finale sarebbe spettata al popolo di Gibilterra in un referendum". Il governo di Gibilterra si oppose fermamente a questo annuncio, pianificando un proprio referendum sulla proposta di sovranità condivisa con la Spagna, che si sarebbe tenuto il 7 novembre successivo. Ciò anticipò qualsiasi piano per un referendum da tenere solo dopo la conclusione dei negoziati anglo-spagnoli. Straw descrisse il referendum di Gibilterra come "eccentrico" e il Ministero degli Esteri britannico annunciò che non avrebbe riconosciuto i risultati.
Sebbene Straw avesse annunciato i colloqui sulla sovranità congiunta, restavano numerose questioni da risolvere: in primo luogo, la Spagna insisteva su un limite di tempo, dopo il quale la piena sovranità sarebbe stata trasferita alla Spagna; in secondo luogo, Madrid non avrebbe accettato un referendum a Gibilterra né sulla sovranità congiunta né sull'autodeterminazione; infine, sempre la Spagna voleva un ruolo più importante del semplice uso congiunto di Gibilterra come base militare. Questi disaccordi avrebbero reso remoto un possibile accordo finale sulla sovranità congiunta.

## Il referendum
Il governo di Gibilterra invitò un gruppo di osservatori presieduto dal parlamentare britannico Gerald Kaufman. Il loro rapporto affermò che erano rimasti estremamente colpiti dall'organizzazione del referendum e avevano particolarmente apprezzato il fatto che il ruolo degli osservatori fosse stato parte integrante del processo elettorale, a differenza del ruolo più passivo degli osservatori in altre elezioni. Il modo meticoloso in cui vennero contati i voti superò i requisiti adottati per le elezioni nel Regno Unito. 
Il 7 novembre 2002 si recarono al voto 20.678 gibilterrini (87,9%) e ben 17.900 votarono No (98,97%) alla proposta di sovranità congiunta anglo-spagnola e solo 187 votarono Sì (1%), un risultato ancora una volta plebiscitario. 

## Conseguenze
Peter Caruana, allora primo ministro di Gibilterra, commentò così il risultato: "Diciamo al governo britannico: fate il punto su questo risultato del referendum, è la volontà del popolo di Gibilterra", e aggiunse che il percorso pianificato verso la sovranità congiunta era una "strada senza uscita per tutti". Lo status gibilterrino diventò di Territorio d'oltremare britannico.
Le reazioni più negative arrivarono dalla Spagna: il quotidiano El País definì il referendum una "consultazione disonesta" mentre la ministra degli Esteri Ana Palacio lo descrisse come "illegale" e "contrario a tutte le risoluzioni delle Nazioni Unite". Sempre El País affermò anche che nessun governo spagnolo aveva fatto abbastanza per rendere attraente l'ipotesi della sovranità congiunta o di integrazione alla Spagna.
A Londra, Straw fu criticato per aver accettato il progetto di sovranità congiunta con la Spagna, quando era evidentemente inaccettabile per il popolo di Gibilterra. Un rapporto del comitato degli Affari esteri sottolineò l'importanza del referendum, che rappresentava l'opinione dei gibilterrini. Il Daily Telegraph affermò che il popolo di Gibilterra aveva respinto a larga maggioranza "il principio della condivisione della sovranità della Rocca da parte della Gran Bretagna con la Spagna". 
Nel 2006 Margaret Beckett successe a Straw come ministra degli Esteri, questo segnò un cambiamento nella politica britannica su Gibilterra: venne riconosciuto il preambolo dell'ordine costituzionale di Gibilterra del 1969, concordando che qualsiasi futura discussione sulla sovranità locale avrebbe dovuto coinvolgere Gibilterra e avrebbe richiesto un miglioramento delle relazioni tra Spagna e Gibilterra.